# Jacques-Étienne Bovard
Jacques-Étienne Bovard (* 17. November 1961 in Morges) ist ein Schweizer Schriftsteller und Literaturkritiker.

## Leben
Jacques-Étienne Bovard hat an der Universität Lausanne studiert und ist seither am Gymnase de La Cité in Lausanne als Lehrer für Französisch tätig. Neben seinen Prosawerken verfasste er Kritiken für den Nouveau Quotidien.
Bovard lebt in Carrouge VD.

## Auszeichnungen
- 1993: Prix Lipp Suisse
- 1995: Prix Rambert
- 1999: Prix des auditeurs de la RTS
- 2011: Prix des écrivains vaudois

## Werke
- Aujourd’hui, Jean. L’Aire, Lausanne 1982
- La Venoge. 24 Heures, Lausanne 1988
- La Griffe. Roman. Campiche, Yvonand 1992
  - deutsche Übersetzung von Markus Hediger: Warum rauchen Sie, Monsieur Grin? Lenos, Basel 1996, ISBN 3-85787-254-3.
- Demi-sang suisse. Roman. Campiche, Yvonand 1994
  - deutsche Übersetzung von Gabriela Zehnder: Der Nebelreiter. Limmat, Zürich 2002, ISBN 3-85791-406-8.
- Une Pinte de bon sang. Campiche, Yvonand 1995
- Nains de jardin. Campiche, Yvonand 1996
- Les Beaux Sentiments. Roman. Campiche, Orbe 1998
- Une Leçon de flûte avant de mourir. Roman. Campiche, Orbe 2000
- Le Pays de Carole. Roman. Campiche, Orbe 2002
- Ne pousse pas la rivière. Roman. Campiche, Orbe 2006
- La Pêche à rôder. Campiche, Orbe 2007
- La Cour des grands. Roman. Campiche, Orbe 2010
- Passé sous silence. Roman. Campiche, Orbe 2024